# Natura 2000
Natura 2000 je evropsko omrežje posebnih varstvenih območij, razglašenih v državah članicah Evropske unije z osnovnim ciljem ohraniti biotsko raznovrstnost. Posebna varstvena območja so torej namenjena ohranjanju živalskih in rastlinskih vrst ter habitatov, ki so redki ali na evropski ravni ogroženi zaradi dejavnosti človeka. To najpogosteje pomeni, da je na teh območjih treba vzdrževati ugodno stanje z različnimi ukrepi, bodisi zgolj nadaljevati z obstoječimi dejavnostmi, na primer s pašo ali košnjo suhih in vlažnih travnikov po cvetenju in gnezdenju, bodisi nekatere dejavnosti opuščati ali njihovo uvajanje preprečiti, npr. agromelioracije mokrišč. Evropska unija je to omrežje uvedla kot enega od mehanizmov za izvajanje t. i. direktive o pticah iz leta 1979 in direktive o habitatih iz leta 1992. 
Mokrišča v Severni in Zahodni Evropi so se, npr. v zadnjih desetletjih skrčila za okoli 60 %. Evropska agencija za okolje potrjuje, da upadajo številne evropske vrste: 64 endemičnih rastlin v Evropi je v naravi že izumrlo, 45 % vrst metuljev in 38 % vrst ptic pa je ogroženih. Evropa je že priča izumiranju prvih vrst, za katere se je v direktivi o habitatih zavezala, da jih bo varovala, npr. pirenejskega kozoroga (Capra pyrenaica). Pritiski, ki so povzročili to upadanje, namreč urbani, infrastrukturni in turistični razvoj, intenziviranje kmetijstva in gozdarstva itd., v zadnjem desetletju niso prenehali. Da bi zaustavili upadanje biotske raznovrstnosti v Uniji, je bilo treba ukrepati in tudi Natura 2000 je del odziva EU na to.

## Mreža območij
Dolgoročne ohranitve teh vrst se ne more doseči z zavarovanjem ločenih in omejenih naravnih območij, četudi je vsako zase zelo pomembno. Zato je EU vzpostavila omrežje območij, na katerih so habitati in vrste polno zastopani in preko katerega zagotavlja njihovo ohranitev. Določbe direktive o habitatih dopuščajo nadgradnjo omrežja na nacionalnem nivoju.
Natura 2000 ni sistem strogih naravnih rezervatov, ki bi izključeval vse človekove dejavnosti. Čeprav mreža vključje tudi naravne rezervate, bo večina zemljišč tudi v prihodnje v zasebni lasti.

## Direktiva o habitatih
Leta 1992 sprejeta Direktiva o ohranjanju naravnih habitatov in prostoživeč živalskih in rastlinskih vrst ali krajše Direktiva o habitatih nalaga opredelitev območij namenjenih varovanju ogroženih rastlinskih in živalskih vrst ter habitatnih tipov.
Ta direktiva določa državam članicam EU splošno zavezo za monitoring, vrednotenje in poročanje o ohranitvenem stanju vrst in habitatov pomembnih za EU. Predpisuje le pravne in administrativne zahteve spremljanja stanja ne pa tudi dejanskih praktičnih navodil o sami izvedbi.
Opredeljuje približno 200 habitatnih tipov ter 700 rastlinskih in živalskih vrst, pomembnih za to območje.

## Direktiva o pticah
Direktiva o ohranjanju ogroženih prostoživeč vrst ptic ali Direktiva o pticah, sprejeta leta 1979, nalaga državam članicam EU opredelitev Posebnih območij varstva (SPA – Special protected area) z namenom varovanja ogroženih vrst ptic in redno pojavljajočih se migratornih vrste ptic, če so potrebne varstva. Območja vključujejo tako njihova gnezdišča kot tudi prezimovališča in počivališča. 

## Vključitev Slovenije
Slovenija je sprejela sodelovanje v Naturi 2000 kot pridružitveno obveznost. Vlada Republike Slovenije je 29. aprila 2004 določila območja Natura 2000 v Sloveniji z Uredbo o posebnih varstvenih območjih (območjih Natura 2000). Tako smo na dan pridružitve EU 1. maja 2004 predlagali seznam nacionalnih območij, katerih ohranitev je pomembna na evropski ravni.
Določenih je bilo 286 območij, od tega jih je bilo 260 določenih na podlagi direktive o habitatih in 26 na podlagi direktive o pticah. Območja so zajemala 36 odstotkov površine Slovenije. Večji del območij porašča gozd, velik je delež brez vegetacije (pretežno stene), pomemben je tudi delež travišč. V zavarovanih območjih (Triglavskem narodnem parku, regijskih in krajinskih parkih ter rezervatih in naravnih spomenikih) je bilo 25 odstotkov skupne površine Natura 2000 območij.
Spremembe omrežja Natura 2000 je Vlada RS določila 19. aprila 2013 z Uredbo o spremembah in dopolnitvah Uredbe o posebnih varstvenih območjih (območjih Natura 2000)- Ur.l. RS, št. 33/2013. Spremembe se nanašajo na prenos pravnih aktov Evropske unije in sicer se prenašajo neizpolnjene zahteve Direktive o varstvu prostoživečih ptic (79/409/EGS) oziroma različice te direktive (2009/147/ES) in Direktive o ohranjanju naravnih habitatov ter prostoživečih živalskih in rastlinskih vrst (92/43/EGS). Po novem je določenih 368 območij, od tega 338 na podlagi direktive o habitatih in 30 na podlagi direktive o pticah. Območja zajemajo 37 % površine Slovenije.